# Søborg Sø
Søborg Sø var en sø beliggende i Søborg sogn i Nordøstsjælland. Søens areal var omtrent 600 ha. I tilknytning til Søborg sø lå det middelalderlige Søborg slot og middelalderkøbstaden Søborg.
Søen blev delvist tørlagt i 1790'erne ved hjælp af et forholdsvist enkelt kanalsystem og følgelig var afvandingsdybden ret beskeden. Nogen egentlig opdyrkning af det derved indvundne areal skete ikke, men der kunne dog høstes en del græs og tagrør.
Næsten hundrede år senere, i 1870'erne, blev søen fuldstændigt tørlagt ved hjælp af et omfattende kanalsystem konstrueret af P. B. Feilberg, der fik sænket afvandingsdybden så meget, at opdyrkning af søens jord blev mulig.

## Naturgenopretning
I 2017 iværksatte regeringen et naturgenopretningsprojekt for at genskabe søen. Projektet omfatter et område på ca. 600 ha, hvor der vil blive genskabt en sø på ca. 335 ha. Det bliver en lavvandet sø med en gennemsnitsdybde på 1 meter. Søen genoprettes ved at man standser pumpen og etablerer et stryg i nordenden af området. Det forventes at der skal gennemføres en jordfordeling blandt de 63 lodsejere der er involveret.. I september 2021 blev der opnået enighed med lodsejerne og Naturstyrelsen forventede at anlægsarbejdet gik i gang i 2022.  Det var dog (august 2023) endnu ikke sket.
17. april 2024 udsendte Miljøministeriet en pressemeddelelse hvor de fortæller at de første gravemaskiner går i gang med at etablere ind- og udløb til søen, fylde grøfter op og etablere diger. Pumperne bliver efter planen slukket i foråret 2025, og herefter vil det tage omkring et år at fylde søen helt op med vand. Det forventes, at genopretningen af Søborg Sø vil koste ca. 120 mio. kroner.